# Paul Reneaulme
Paul Reneaulme (* 1560 in Blois; † 1624) war ein französischer Arzt und Botaniker. Sein offizielles botanisches Autorenkürzel lautet „Reneaulme“.

## Leben und Wirken
Renaulme sammelte in den Alpen, in der Schweiz, in Italien und in der Umgebung von Paris Pflanzen. Sein 1611 in Paris erschienenes Werk Specimen historiae plantarum enthält 25 Tafeln mit Abbildungen von Pflanzen, so zum Beispiel von der Schachbrettblume Fritillaria meleagris.

## Ehrentaxon
Charles Plumier benannte ihm zu Ehren die Gattung Renalmia aus der Pflanzenfamilie der Bromeliengewächse (Bromeliaceae). Carl von Linné änderte später die Schreibweise in Renealmia ab und stellte sie 1762 zur Gattung Tillandsia.
Linnés Sohn verwandte den Namen Renealmia schließlich für eine Gattung der Pflanzenfamilie der Ingwergewächse (Zingiberaceae).

## Schriften (Auswahl)
- Ex curationibus observationes quibus videre ets morbos tuto cito & jucunde posse debellari: si praecipue Galenicis praeceptis chymica remedia veniant subsidio…. Hadrianus Beys, Paris 1606 (online).
- Specimen historiae plantarum. Plantae typis aeneis expressae. Hadrianus Beys, Paris 1611 (online); zusammen mit fünf Gedichten von Jacques August de Thou

## Nachweise